# A1 (België)
De A1 is een Belgische autosnelweg die Brussel via Antwerpen met de Nederlandse A16 verbindt. Op zijn beurt voert de Nederlandse A16 langs Breda naar Rotterdam. De autosnelweg is een onderdeel van de E19.

## Tracé
De eerste afrit vanaf de Nederlandse grens is Meer. De weg sluit aan op de ring van Antwerpen (R1) en gaat voorbij de afrit Wilrijk-Boom door de Craeybeckxtunnel en weer verder langs de E19. De snelweg loopt dan langs de steden Mechelen en Vilvoorde en eindigt bij de aansluiting op de Grote Ring van Brussel.
Het gedeelte van de snelweg van Nederland tot Antwerpen heeft 2 x 2 rijstroken en loopt parallel met de in 2000-2007 aangelegde hogesnelheidsspoorlijn HSL 4. Tussen Antwerpen en Kontich zijn er 2 x 4 rijstroken, vanaf Kontich tot Brussel 2 x 3 rijstroken.
De A1 is bijzonder druk bereden omdat hij onder meer Antwerpen en Brussel via Mechelen met elkaar verbindt. Dit gedeelte vormt omwille van het woon-werkverkeer een van de drukste stukken autosnelweg in België en heeft dagelijks te kampen met structurele files. Bij slecht weer of na ongevallen verslechtert deze situatie snel, waarbij het reeds gebeurde dat de volledige strook van Antwerpen tot Brussel één file vormde.
De weg is ook berucht om zijn vele vrachtverkeer tussen de havens van Antwerpen en Rotterdam. Dit vrachtverkeer is er ook de oorzaak van dat de weg op sommige stukken extreme spoorvorming vertoont. Verder zijn er ook zeer veel putten in het wegdek, die veroorzaakt worden door insijpelend water dat in de winter bevriest, en het wegdek doet springen. Een heraanleg is dringend nodig, maar door de drukte en belang van de weg is dit niet vanzelfsprekend. Zelfs een deel afsluiten van de weg leidt tot immense files.

## De middenstrook
Opmerkelijk aan de A1 is de uitzonderlijk brede middenstrook (40 meter breed, over een lengte van ca. 35 km) aan het gedeelte tussen Antwerpen en Brussel. In de oorspronkelijke plannen voor de A1 uit het begin van de jaren 70 ging men uit van irrealistisch gebleken groeiscenario's. Men wilde op de middenstrook na verloop van tijd een rijvak voor snelverkeer van Brussel naar Antwerpen aanleggen, met daartussen enkel in Mechelen een op- en afrit (wat het complexe knooppunt in Mechelen-Noord en Zuid verklaart). Van de realisatie van het supersnelle traject heeft men afgezien, ondanks de toegenomen verkeersdrukte. Omdat de ringwegen van Brussel en Antwerpen de verkeersstroom op piekmomenten nu al niet meer aankunnen, zou de supersnelweg op middenstrook de verkeersproblemen op de A1 enkel verplaatsen naar het binnenrijden van Antwerpen en Brussel. Deze brede middenstrook, inclusief de nodeloos lange bruggen over de A1, het deels ongebruikte knooppunt in Mechelen en de armaturen van de verlichting die aan de ongebruikte kant lange tijd de ongebruikte middenberm verlichtten (wel vaker de 'ossenkoppalen' genoemd door de twee 'armen' aan de paal), zijn een planologische blunder. De ongebruikte armaturen zijn in 2006 afgezaagd. Enkel tussen Antwerpen en Kontich is op het middenrijvak een weg gelegd door de autoweg 4 in plaats van 3 rijstroken te geven. Elke rijrichting splitste zich er in twee fysiek gescheiden rijbanen, die zich wat verder opnieuw samenvoegden. De rijbaansplitsing (een door diagonale streepjes gemarkeerde strook tussen de afgezonderde rijstroken) veroorzaakte veel ongevallen en werd in 2008 weggewerkt.

### Nieuwe bestemmingen op de middenstrook
Kort na het uitbarsten van de Dutroux-affaire heeft de Antwerpse Heleba-beweging gevraagd om op de lege middenstrook een bos aan te leggen, ter nagedachtenis van vermoorde en in het verkeer omgekomen kinderen (het zogenaamde "Witte Bos" of "Witte Kinderbos"). Het werd in 1997 aangeplant.
Op de middenstrook tussen Zemst en Brussel zijn in de zomer van 2007 werken aangevat om een deel van de snelle treinverbinding Spoorlijn 25N van Antwerpen naar Brussels Airport te realiseren. Hierdoor verdwijnt 32 ha. van het Witte Kinderbos dat vervangen wordt door groenschermen tussen de A1 en de aangrenzende woonkernen. Het grootste deel van dit bos staat echter tussen Mechelen en Antwerpen, en blijft dus overeind. De spoorlijn was voltooid in 2013.
Men verwijderde de welbekende 'ossenkoppalen' op de middenstrook en aan de op -en afritten, met de verlichting en armaturen van het Belgische bedrijf Schréder die net zo oud waren als de snelweg, over de hele lengte van het traject Brussel-Mechelen-Antwerpen als onderdeel van de modernisering van de A1.

## Afbeeldingen

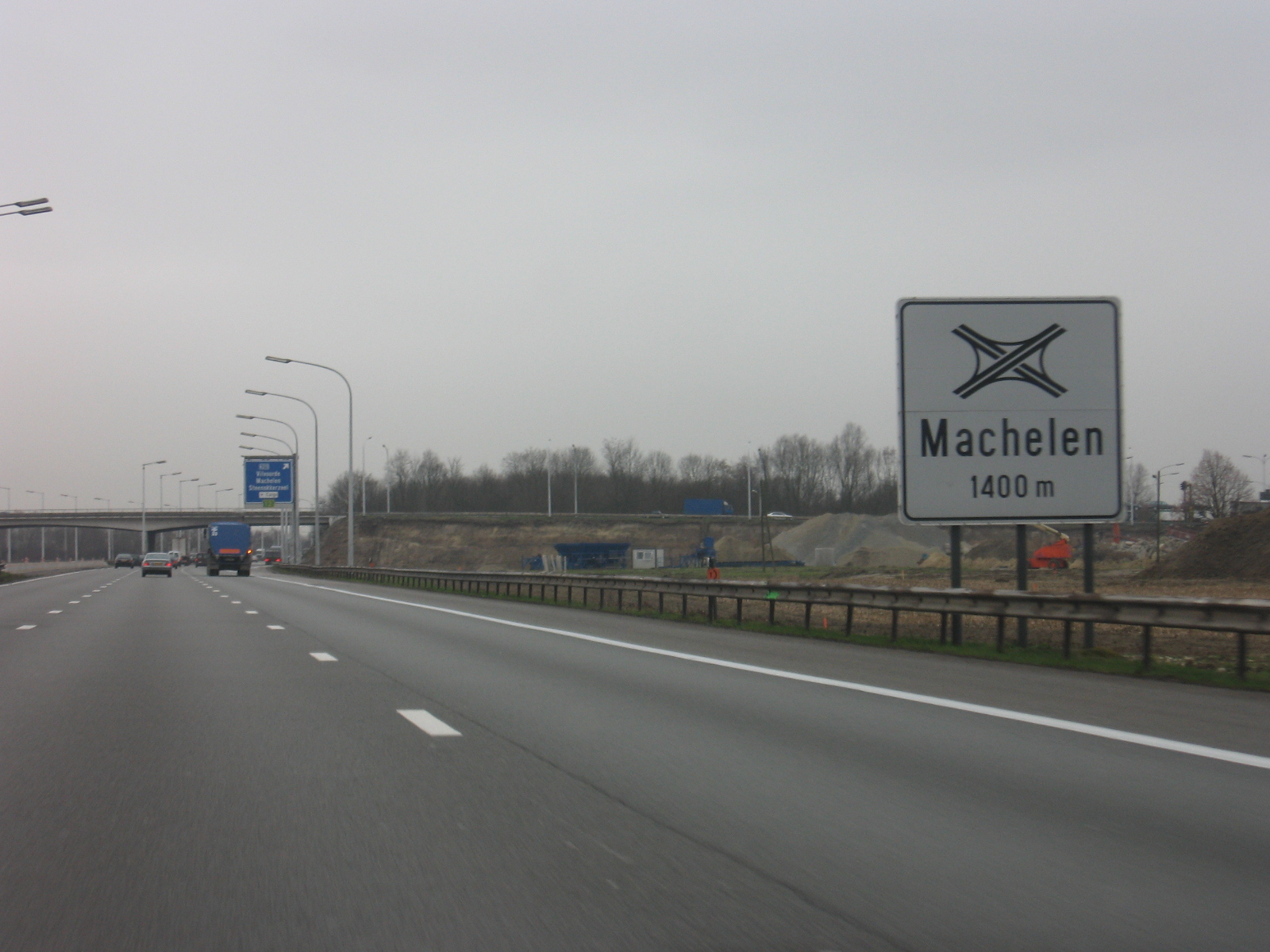
A1 bij knooppunt Machelen
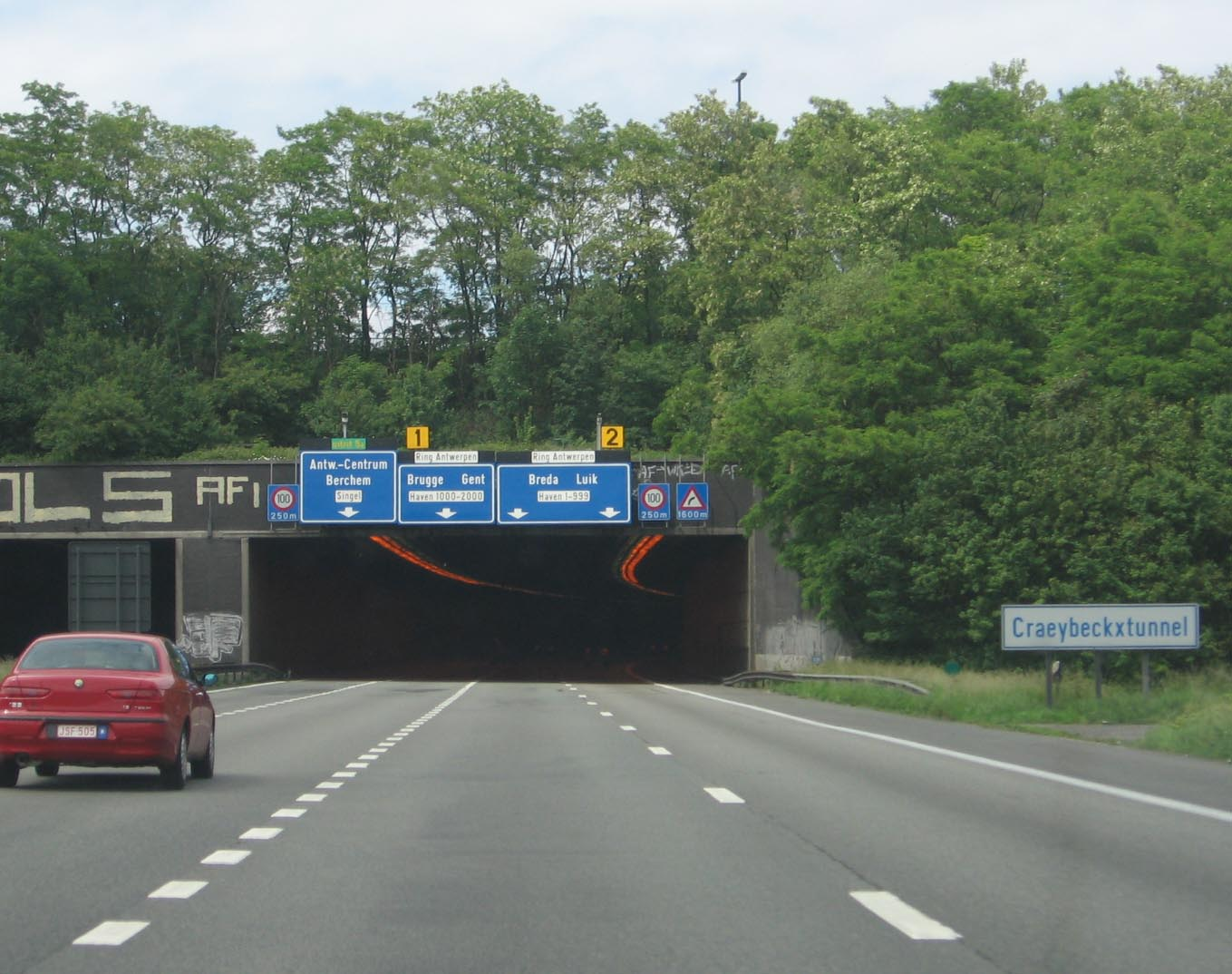
A1 ter hoogte van de Craeybeckxtunnel richting Antwerpen.
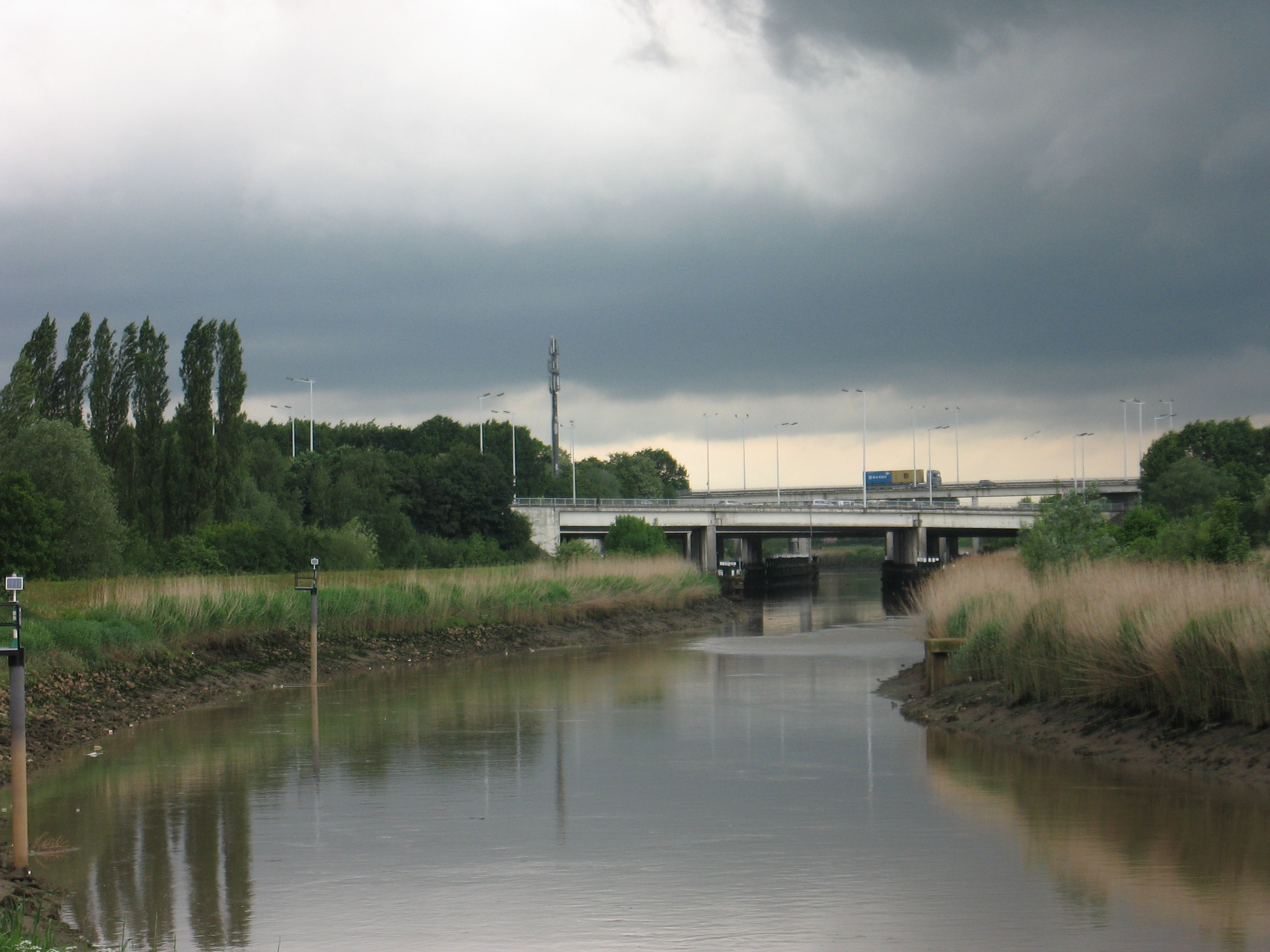
Viaduct over de Dijle bij Mechelen
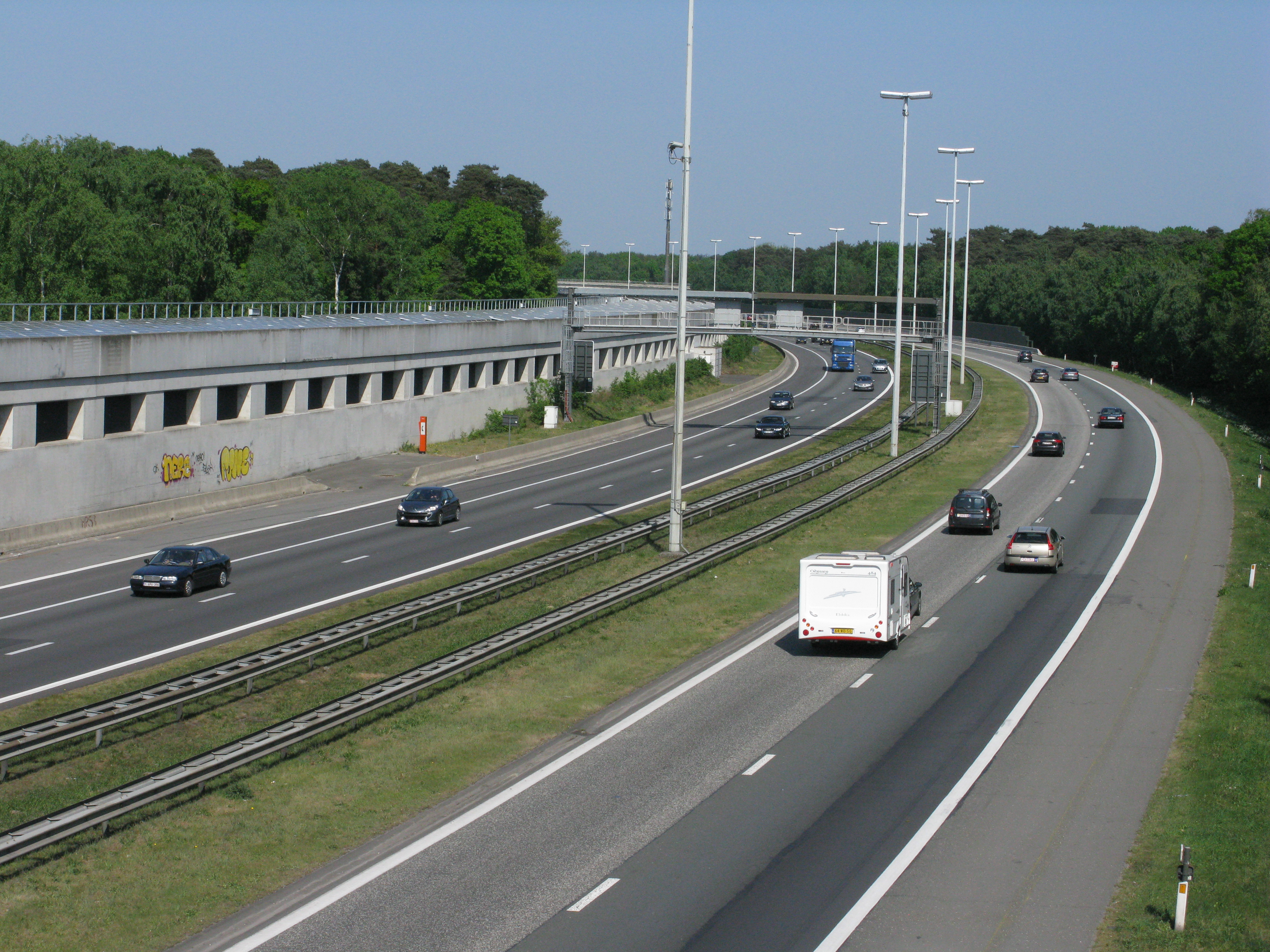
HSL-tunnel naast de A1 in Schoten
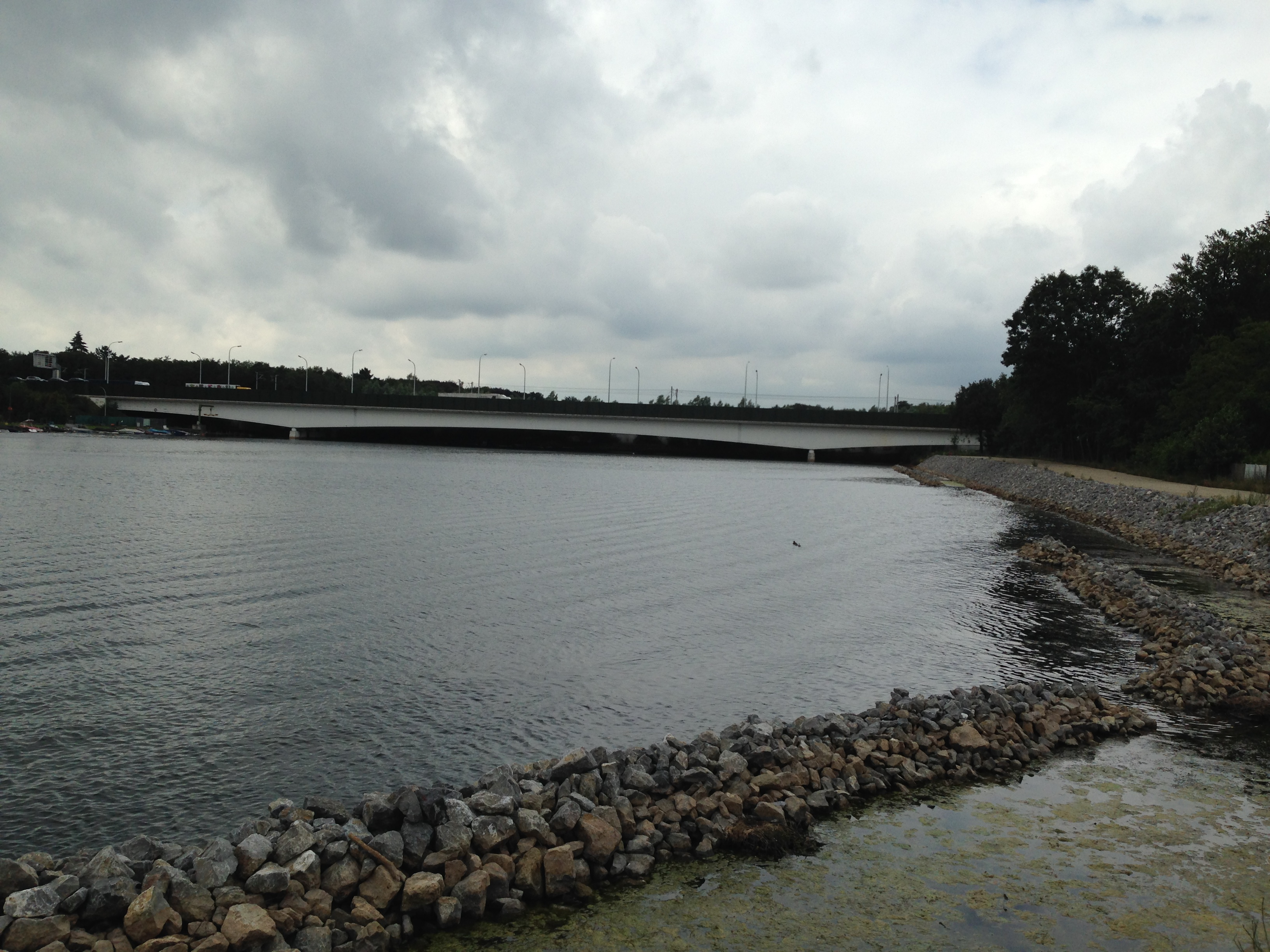
Viaduct A1 over E10 plas